# Douglas Jay
Douglas Patrick Thomas Jay, baron Jay, (23 mars 1907 - 6 mars 1996) est un homme politique du parti travailliste britannique.

## Jeunesse
Il fait ses études au Winchester College et au New College, Oxford et remporte l'essai anglais du chancelier en 1927 et obtient une première en Literae Humaniores («Grands») en 1929. Il est membre de All Souls de 1930 à 1937. Il commence sa carrière en tant que journaliste économique travaillant pour The Times (1929–1933), The Economist (1933–37) et le Daily Herald (1937–41), puis comme fonctionnaire au ministère des Approvisionnements et au Board of Trade., à partir de 1943 comme assistant personnel de Hugh Dalton.
Dans The Socialist Case (1937), il écrit: "dans le cas de la nutrition et de la santé, tout comme dans le cas de l'éducation, le monsieur de Whitehall sait vraiment mieux ce qui est bon pour les gens que les gens se connaissent eux-mêmes". Cette déclaration a été impitoyablement exploitée par les conservateurs et lui a valu une notoriété durable; il a souvent été paraphrasé comme "l'homme de Whitehall qui sait le mieux".

## Carrière parlementaire
Jay est élu député pour Battersea North lors d'une élection partielle en juillet 1946, représentant le Parti travailliste, et occupe le siège jusqu'à ce que la circonscription soit abolie aux élections générales de 1983.
Aux côtés d'Evan Durbin et de Hugh Gaitskell, il apporte la réflexion de John Maynard Keynes au Parti travailliste, notamment en ce qui concerne la détermination des prix. Plus tard, ses opinions ont quelque peu changé, car il a été influencé par l'opération réussie de rationnement pendant la guerre. Il est Secrétaire économique du Trésor de 1947 à 1950, Secrétaire financier du Trésor de 1950 à 1951 et président du Board of Trade de 1964 jusqu'à son limogeage en 1967. Il est admis au Conseil privé en 1951.
Il est opposé à l'entrée du Royaume-Uni dans les Communautés européennes et fait campagne pour un vote «non» lors du référendum de 1975.
Il est créé pair à vie en tant que baron Jay, de Battersea dans le Grand Londres, le 8 octobre 1987.

## Famille
Sa première épouse est la conseillère Peggy Jay ; leur fils est l'économiste Peter Jay (en), qui épouse (et plus tard divorce) Margaret Callaghan, fille de James Callaghan avec qui Douglas Jay a servi au gouvernement. La deuxième épouse de Douglas Jay, Mary Thomas, a été l'une de ses secrétaires privées adjoints au Board of Trade.